# 264 Libuša
264 Libuša (mednarodno ime 264 Libussa) je asteroid S v glavnem asteroidnem pasu. 

## Odkritje
Asteroid je odkril nemško-ameriški astronom Christian Heinrich Friedrich Peters (1813 – 1890) 22. decembra 1886 .  
Imenuje se po mistični prednici Čehov Libuši, ki je osnovala tudi  Prago v 8. stoletju.

## Lastnosti
Asteroid Libuša obkroži Sonce v 4,68 letih. Njegova tirnica ima izsrednost 0,135, nagnjena pa je za 10,434° proti ekliptiki. Njegov premer je 50,48 km, okoli svoje osi se zavrti v 9,238 h .